# Ardoukôba
Ardoukôba är en vulkan i Djibouti.   Den ligger i regionen Tadjourah, i den centrala delen av landet, 70 km väster om huvudstaden Djibouti. Toppen på Ardoukôba är 298 meter över havet.
Terrängen runt Ardoukôba är huvudsakligen kuperad, men åt nordväst är den platt.  Det finns inga samhällen i närheten. Trakten runt Ardoukôba är ofruktbar med lite eller ingen växtlighet.